# Y.A. Tittle
Yelberton Abraham Tittle (Marshall, Texas, 24 de octubre de 1926 – Stanford, California, 8 de octubre de 2017), más conocido como Y.A. Tittle, fue un jugador profesional estadounidense de fútbol americano que se desempeñó en la posición de quarterback en la National Football League (NFL). Es miembro del Salón de la Fama del Fútbol Americano Profesional.

## Carrera
Tittle jugó como profesional tres temporadas en Baltimore Colts (1948-1950), después pasó a San Francisco 49ers (1951-1960), posteriormente a New York Giants, donde jugó cuatro temporadas (1961-1964), y fue el equipo en el que se retiró.

## Reconocimiento
El 31 de julio de 1971, fue seleccionado para ser miembro del Salón de la Fama del Fútbol Americano Profesional.